# محمد سلامة (إينو)
محمد سلامة  الشهير بـ"إينو" وُلد في 30 أغسطس عام 1958 بمنطقة حلوان بمحافظة القاهرة. وتوفي في في حادث سير، صباح يوم 3 مارس 2018 . هو لاعب كرة قدم مصري 

## حياته
وُلد في 30 أغسطس عام 1958 بمنطقة حلوان بمحافظة القاهرة؛ حيث التحق بناشئي نادي التصنيع.
وفي موسوم موسم 1981/1980 ضمه رئيس المصري الأسبق السيد متولي إلى صفوف النادي المصري كلاعب خط وسط؛ حيث شكل رفقة مسعد نور و جمال جودة مثلثاً هجومياً خطيراً. وفي سنة 1983 شارك إينو مع منتخب مصر في دورة ألعاب البحر المتوسط التي جرت بالمغرب . كما انضم للمنتخب بصحبة زميليه عادل عبد المنعم و مصطفى أبو الدهب خلال فترة الاعداد لبطولة الأمم الأفريقية التي جرت بالقاهرة خلال شهر مارس 1986؛ حيث شارك إينو في مباراة المكسيك الودية التي أقيمت على ستاد القاهرة خلال شهر فبراير 1986. اعتزل كرة القدم في سنة 1990؛ حيث اتجه للتدريب.

## الالقاب
حصد مع المصري المركز الثالث مرتين متتاليتين، كما صعد لنهائي الكأس مع فريقه البورسعيدي ثلاث مرات. ويحتل المركز التاسع بقائمة هدافي المصري البورسعيدي في الدوري برصيد 24 هدفاً.

## المهام والاعمال
تولى إينو مهام مدير الكرة بالنادي المصري منتصف موسم 2015/2014 خلال فترة تولي الأسباني خوان ماكيدا مهام المدير الفني للمصري، كما تولى أيضاَ مهام المستشار الفني لمجلس إدارة المصري.

## وفاته
توفي يوم 3 مارس 2018 إثر حادث انقلاب سيارته على طريق بورسعيد القاهرة الصحراوي، أثناء عودته من بورسعيد بعد تقديم واجب العزاء في الرمز التاريخي للنادي المصري، الراحل مصطفي الشناوي.